# Progetto Artichoke
Il progetto Artichoke (noto anche come operazione Artichoke, originariamente progetto Bluebird un programma sviluppato ed attuato dalla Central Intelligence Agency (CIA) degli Stati Uniti con l'obiettivo di condurre ricerche sui metodi di interrogatorio.
Fu ufficialmente avviato il 20 agosto 1951 ed era sotto la supervisione dell'Ufficio di Informazioni Scientifiche della CIA. Il suo obiettivo principale era stabilire se fosse possibile indurre una persona a compiere, in modo involontario, un atto di tentato assassinio. Inoltre, il progetto condusse studi sugli effetti dell'ipnosi, sulla dipendenza forzata da sostanze come la morfina e sul conseguente distacco da esse, nonché su altre sostanze chimiche, tra cui l'LSD, allo scopo di indurre l'amnesia e altri stati di vulnerabilità nei soggetti.
Il progetto Artichoke fu infine seguito ufficialmente rinominato "progetto MKULTRA", nell'aprile del 1953.